# Edward P. Kimball
Edward Partridge Kimball, né le 2 juin 1882 à Salt Lake City et mort le 15 mars 1937, est un organiste américain du Mormon Tabernacle Choir et un auteur d'hymnes des saints des derniers jours.
En 1898, Kimball est nommé professeur de musique à la branche Beaver de l'Académie Brigham Young. D'avril 1902 à avril 1906, Kimball fut missionnaire pour l'Église de Jésus-Christ des Saints des Derniers Jours (Église LDS) en Allemagne.
Kimball était soit l'organiste, soit l'organiste adjoint du Mormon Tabernacle Choir de 1905 à 1937. Il était l'organiste lorsque Music and the Spoken Word a commencé. Son fils, Ted Kimball, a été le premier annonceur de l'émission.
Kimball a écrit les paroles de "God Loved Us, So He Sent His Son" et la musique de "Great God, To Thee My Evening Song" et "The Wintry Day Descending to a Close", qui sont tous dans l'édition anglaise de 1985 de l'Église LDS Himno.
Kimball pris congé de son service actif en tant qu’organiste du Tabernacle pour servir de président de la Mission germano–autrichienne de l’Église LDS,.
En 1933, Kimball fut nommé organiste et directeur du Bureau d'information de l'Église à Washington, DC, où il fut également conférencier et guide. Alors qu'il occupait ce rôle, Kimball mourut des suites d'une brève maladie en 1937.